# ノートガー・スレンチカ
ノートガー・スレンチカ（ドイツ語:  Notger Slenczka , 1960年2月4日 ハイデルベルク - ）は、ドイツの福音主義 (ルター派)神学者、組織神学者。

## 経歴
ベルンとハイデルベルクのギムナジウムで修学を終え、1978年にアビトゥーアに合格。その後テュービンゲン大学、 ミュンヘン大学、 ゲッティンゲン大学で学ぶ。スレンチカは1986年に第1次神学試験に合格。1989年にゲッティンゲン大学において博士号を授与され、1991年から1997年までゲッティンゲン大学福音主義神学部で学術助手を務める。1992年に第2次神学試験に合格、1996年に牧師任職、1997年に大学教授資格ハビリタツィオンを取得。マインツ大学とギーセン大学で教授代行を務めた後、1989年にマインツ大学福音主義神学部組織神学教授に招聘された。2006年にはフンボルト大学 福音主義神学部教授に招聘され就任している。

## 神学思想
スレンチカが2013年に発表した論文「教会と旧約聖書」が2年後の2015年になって注目を浴びている。その論文において彼は福音主義教会における旧約聖書解釈のあり方と旧約聖書を正典とする敬虔さを疑問視している 。彼の学問的同僚たちから挑発的なものとして見られている論文を、スレンチカは自身の神学に沿った文章で始めている 。キリスト教・ユダヤ教協同活動に関するドイツ協議会はスレンチカの神学的見解を醜行であり反ユダヤ的と見なした。

## 家族
ノートガー・スレンチカはハイデルベルクで生まれた。父のラインハルト・スレンチカはハイデルベルク大学神学部組織神学教授を務めたルター派の組織神学者である。ルート・スレンチカ(旧姓フォン・カンペンハウゼン)と結婚し子供が4人いる。

## 主要著作
- Realpräsenz und Ontologie. Untersuchung der ontologischen Grundlagen der Transsignifikationslehre (FSÖTh 66), Göttingen 1993.
- gemeinsam mit J. Baur: Hat die Kirche das Evangelium verfälscht? Zum Buch von Jutta Voss: Das Schwarzmondtabu. Das Theologische Gutachten im Lehrverfahren, Stuttgart 1994.
- Der Glaube und sein Grund. F.H.R. von Frank, seine Auseinandersetzung mit A. Ritschl und die Fortführung seines Programms durch L. Ihmels. Studien zur Erlanger Theologie I, FSÖTh 85, Göttingen 1998 [Habilitationsschrift, erster Teil].
- Selbstkonstitution und Gotteserfahrung. W. Elerts Deutung der neuzeitlichen Subjektivität. Studien zur Erlanger Theologie II, FSÖTh 86, Göttingen 1999 [Habilitationsschrift, zweiter Teil].
- Die Kirche und das Alte Testament. In: Elisabeth Gräb-Schmidt (Hg.): Das Alte Testament in der Theologie (= Marburger Jahrbuch Theologie, Jg. 25). Evangelische Verlagsanstalt, Leipzig 2013, ISBN 978-3-374-03628-8, S. 83–119.